# Кадоган, Джордж, 5-й граф Кадоган
Джордж Генри Кадоган, 5-й граф Кадоган (англ. George Henry Cadogan, 5th Earl Cadogan; 12 мая 1840 — 6 марта 1915) — британский дворянин и консервативный политик. Носил титул учтивости — виконт Челси в 1864—1873 годах.
Титулы: 5-й граф Кадоган (с 8 июня 1873), 5-й виконт Челси, Миддлсекс (с 8 июня 1873), 7-й барон Кадоган из Окли, Бакингемшир (с 8 июня 1873), 3-й барон Окли из Кавершема, Оксфордшир (с 8 июня 1873 года).

## Происхождение и образование
Родился 12 мая 1840 года в Дареме, Англия. Старший сын Генри Кадогана, 4-го графа Кадогана (1812—1873), и Мэри Сары Уэлсли (1808—1873), дочери преподобного Джеральда Уэлсли, младшего брата Артура Уэлсли, 1-го герцога Веллингтона. 25 июля 1840 года он был крещен в церкви Святого Джеймса, Вестминстер, Лондон. Получил образование в Итонском колледже и Крайст-Черче в Оксфорде.

## Военная служба
В качестве виконта Челси Кадоган служил майором Королевской Вестминстерской милиции с 1865 по 1872 год. Позднее он был почетным полковником батальона (который стал 5-м (Королевская Вестминстерская милиция) батальоном Королевских стрелков) с 1886 года и 2-го (Южный Миддлсекс) стрелкового добровольческого корпуса с марта 1892 года по ноябрь 1902 года.

## Политическая карьера
На парламентских выборах 1868 года Джордж Кадоган безуспешно баллотировался в качестве кандидата в Палату общин от Бери, Ланкашир, но был успешно избран в качестве члена парламента от Бата на дополнительных выборах в мае 1873 года, незадолго до того, как он был удостоен дворянства после смерти своего отца 8 июня и пришлось перейти в Палату лордов. Премьер-министр Бенджамин Дизраэли назначил его заместителем министра по вопросам войны в 1875 году и заместителем министра по делам колоний в 1878 году.
Он служил в правительстве лорда Солсбери в качестве лорда-хранителя печати с 1886 по 1892 год, а затем снова в кабинете в качестве лорда- лейтенанта Ирландии в 1895—1902 годах. В этом правительстве он поддержал Закон о земле 1896 года, который позволил ирландским арендаторам покупать свои дома из поместий своих домовладельцев, и потребовал от Казначейства более либеральных условий, чем первоначально предполагалось, назначил комиссии для расследования среднего образования (1899 г.) и университетского образования (1901 г.) и выступил спонсором Закона 1899 года, согласно которому в Ирландии был создан департамент сельского хозяйства, промышленности и технического образования.
Он был первым мэром Челси в 1900 году и мировым судьей графств Миддлсекс, Кембриджшир, Норфолк, Саффолк и Лондон.

## Семья

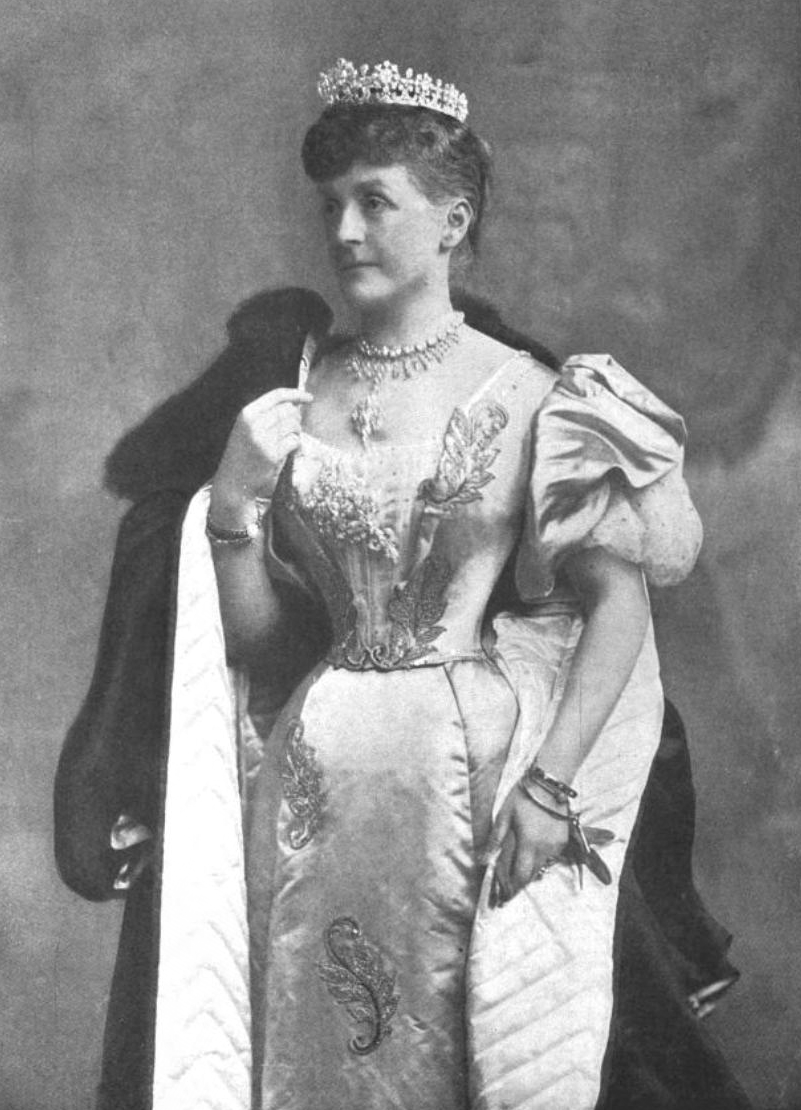
Леди Беатрис Джейн Крейвен, 1900 год

16 мая 1865 года лорд Кадоган женился на леди Беатрис Джейн Крейвен (8 августа 1844 — 9 февраля 1907), четвёртой дочери Уильяма Крейвена, 2-го графа Крейвена (1809—1866), и леди Эмили Мэри Гримстон. У них было девять детей:
- Альберт Эдвард Джордж Генри Кадоган, виконт Челси (29 декабря 1866 — 2 августа 1878), крестник Альберта, принца Уэльского, позже короля Эдуарда VII.
- Генри Артур Кадоган, виконт Челси[англ.] (13 июня 1868 — 2 июля 1908), политик. Был женат на Милдред Сесилии Гарриет Стёрт (1867—1942), от брака с которой у него было шесть детей.
- Джеральд Окли Кадоган, 6-й граф Кадоган (28 мая 1869 — 4 октября 1933), преемник отца
- Леди Эмили Джулия Кадоган (11 апреля 1871 — 12 декабря 1909), в 1893 году вышла замуж за Уильяма Браунлоу, 3-го барона Лургана[англ.]
- Достопочтенный Левин Эдвард Кадоган (9 октября 1872 — 12 августа 1917)
- Леди Софи Беатрикс Мэри Кадоган (6 апреля 1874 — 8 ноября 1943), вышла замуж за сэра Сэмюэля Скотта, 6-го баронета[англ.].
- Майор Уильям Джордж Сидни Кадоган[англ.] (31 января 1879 — 12 ноября 1914), погиб в бою.
- Достопочтенный Эдвард Сесил Джордж Кадоган[англ.] (15 ноября 1880 — 13 сентября 1962), политик.
- Достопочтенный Александр Джордж Монтегю (25 ноября 1884 — 9 июля 1968), дипломат.

Он купил Калфорд-Парк, Калфорд, Саффолк, в 1889 году как семейный дом. Сейчас это частная школа.
12 января 1911 года во Флоренции вторым браком он женился на своей дальней родственнице Адель Нери (? — 23 февраля 1960), дочери Липпо Нери, графа Палаги дель Паладжио (? — 1893), и леди Оливии Джорджианы Кадоган (1850—1910), внучки 3-го графа Кадогана. Лорд Кадоган умер в Челси, Лондон, 6 марта 1915 года в возрасте 74 лет. Графиня Кадоган умерла в феврале 1960 года.